# エドワード・M・ハウス
エドワード・マンデル・ハウス（Edward Mandell House、1858年7月26日 - 1938年3月28日）は、アメリカ合衆国の政治家・外交官である。兵役経験はないが、カーネル・ハウス(Colonel House)というニックネームで知られていた。テキサス州の政治において大きな影響力を持っていた。1912年にウッドロウ・ウィルソンの大統領選への立候補を支援し、第一次世界大戦や1919年のパリ講和会議では、ヨーロッパの政治・外交に関するウィルソン大統領の最高顧問を務めた。

## 若年期
1858年7月26日、テキサス州ヒューストンで、トーマス・ウィリアム・ハウス・シニアとメアリー・エリザベス（旧姓シェアン）の間に生まれた。7人兄弟の末っ子だった。父はイギリスからニューオリンズを経由して移住してきた人物で、ヒューストンの著名な実業家となり、市の発展に大きな役割を果たし、市長を1期務めた。熱烈な南軍派で、南北戦争の際には、メキシコ湾での北軍による海上封鎖に対抗する封鎖突破船を提供した。
ハウスは、ヒューストン・アカデミー、イギリスのバースの学校、バージニア州のプレップスクール、コネチカット州ニューヘイブンのホプキンス・グラマー・スクールに通った。1877年、ニューヨーク州イサカにあるコーネル大学に進学したが、父の看病のために3年生のときに退学した。父は1880年に亡くなった。
1881年8月4日、ルーリー・ハンターと結婚した。

## テキサスでのビジネスと政治

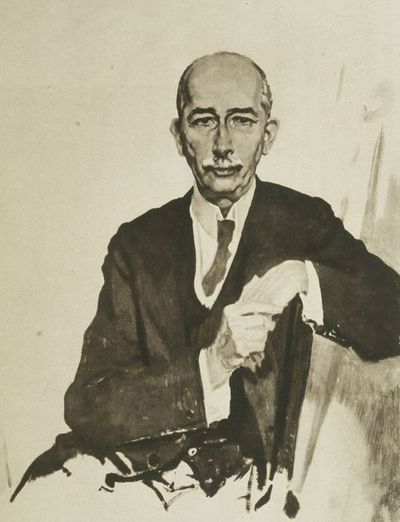
エドワード・M・ハウス（ウィリアム・オーペン著"An Onlooker in France 1917-1919"（1921年）より）

ハウスはテキサスに戻り、家業を継いだ。その後、綿花農園を売却して銀行業に投資した。また、トリニティ・アンド・ブラゾス・バレー鉄道を創業した。
ハウスは、ジム・ホッグ（1892年）、チャールズ・アレン・カルバーソン（1894年）、ジョセフ・D・セイヤーズ（1898年）、S・W・T・ランハム（1902年）をテキサス州知事にするのに貢献した。彼らの当選後、ハウスはその非公式な顧問として活動した。1893年、ホッグはハウスを名誉中佐(lieutenant colonel)に任命した。これは、肩書きだけで実際の軍事的責任を負わない地位である。その後、カルバーソン、セイヤーズ、ランハムからも名誉中佐に再任されたハウスは「カーネル・ハウス」と呼ばれるようになり、その後のキャリアでもこの肩書きを使っていた。
ヨーロッパの政治情勢をよく見ていた「コスモポリタン・プログレッシブ」（国際的進歩主義者）であるハウスは、1906年から1914年にかけて実施されたイギリスの自由党の福祉改革を称賛し、1911年6月に友人に次のように語っている。
（ロイド・ジョージは、）私の心に最も近い問題を解決している。それは、機会の均等化である。.... 所得税、雇用者責任法、老齢年金対策、昨年の予算、そして今回の保険法案は、イギリスを前面に押し出すものである。アメリカではこれらの問題に触れたことはあるが、まだ軽く、土壌は休耕状態である。

## ウッドロウ・ウィルソンとの関係

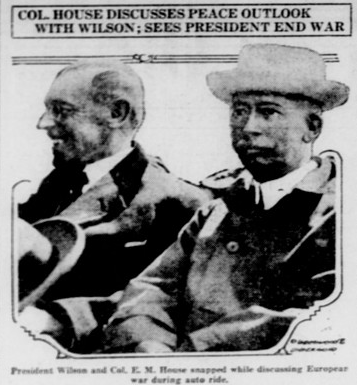
ハウスとウィルソン大統領（1915年）

1902年ごろにテキサスの政治から撤退してニューヨークに移った。1911年にニュージャージー州知事のウッドロウ・ウィルソンの顧問、親友、支援者となり、1912年民主党全国大会でウィルソンが民主党の大統領候補になるのを助けた。ウィルソンと親密な関係となり、大統領選挙当選後はその政権の立ち上げに貢献した。
ウィルソンはハウスに対し、（既にウィリアム・ジェニングス・ブライアンで決定していた国務長官を除く）希望するどの役職でも就かせると言ったが、ハウスはそれを断り、「可能な限り、どこでも奉仕する」と述べた。ハウスは、ホワイトハウス内に居室を提供された。
ハウスは、ウィルソンの顧問として、特に外交問題を担当した。1917年から1919年にかけてのヨーロッパでの和平交渉では、ウィルソンの首席交渉官を務め、パリ講和会議では首席補佐官を務めた。
1916年の大統領選挙では、ハウスは公の場での役割を辞退したが、ウィルソンの選挙運動の最高顧問を務めた。ハウスは、選挙戦の構成を考え、その方針を決定し、資金調達を指導し、演説者・戦術・戦略を選定した。そして何よりも、この選挙戦の最大の資産であり、最大の潜在的な責任者だった。
1914年にウィルソンの最初の妻が亡くなると、ウィルソンはさらにハウスに接近した。しかし、ウィルソンが1915年に結婚したイーディスはハウスを嫌っており、彼の立場は弱くなった。ウィルソンが最終的にハウスとの決別を決意したのは、彼女の個人的な反感が大きく影響していると言われている。

## 外交活動
ハウスは、第一次世界大戦を終結させるというウィルソンの目標を推進するため、世界情勢に打ち込んだ。1915年から1916年にかけて、ハウスはヨーロッパに滞在し、和平交渉を試みた。ハウスは熱心ではあったが、ヨーロッパ情勢に対する深い洞察力はなく、イギリスの外交官、特にイギリス外相のエドワード・グレイから得られる情報を頼りにしていた。ニコラス・ファーンズは、グレイとハウスの考えはかみ合っていたと論じている。グレイの外交目標は、英米関係を緊密にすることであり、そのために意図的にハウスと緊密な関係を築いた。グレイは、ウィルソンの最高顧問がイギリスの立場を支持するようにするために、ハウスの親連合国志向を強化したのである。
1915年5月7日、ドイツのUボートがイギリスの客船「ルシタニア」を警告なしに撃沈し、1198人が死亡した。そのうち128人がアメリカ人であり、この事件により多くのアメリカ人が参戦を呼びかけるようになった。ルシタニアには軍需物資が搭載されていたが、このことは当時は公にされていなかった。
ウィルソンはドイツに対し、アメリカの中立権を尊重すること、特に国際法で定められているように、乗客や乗員が救命ボートに乗れるように事前に警告することなしに商船や客船を沈めないことを要求した。米独間の緊張は高まり、ドイツはウィルソンの条件を受け入れた。ハウスは、この戦争は民主主義と独裁主義との間の壮大な戦いであるとして、イギリスとフランスが勝利を勝ち取るのをアメリカは助けるべきだと主張した。しかし、ウィルソンは中立を主張していた。
ハウスは、戦時中の外交の形成に大きな役割を果たした。特にロシアでは、トマーシュ・マサリクのチェコスロバキア独立に向けた動きを支援した。
ウィルソンはハウスに、世界のあらゆる問題に対する戦後の効率的な解決策を考案するための学識経験者チームインクワイアリー（調査団）を結成させた。1918年9月、ウィルソンはハウスに国際連盟の規約の作成の任を与えた。1918年10月、ドイツがウィルソンの「十四か条の平和原則」に基づく和平を求めてきたとき、ウィルソンはハウスに連合国との休戦協定の詳細を検討するよう命じた。

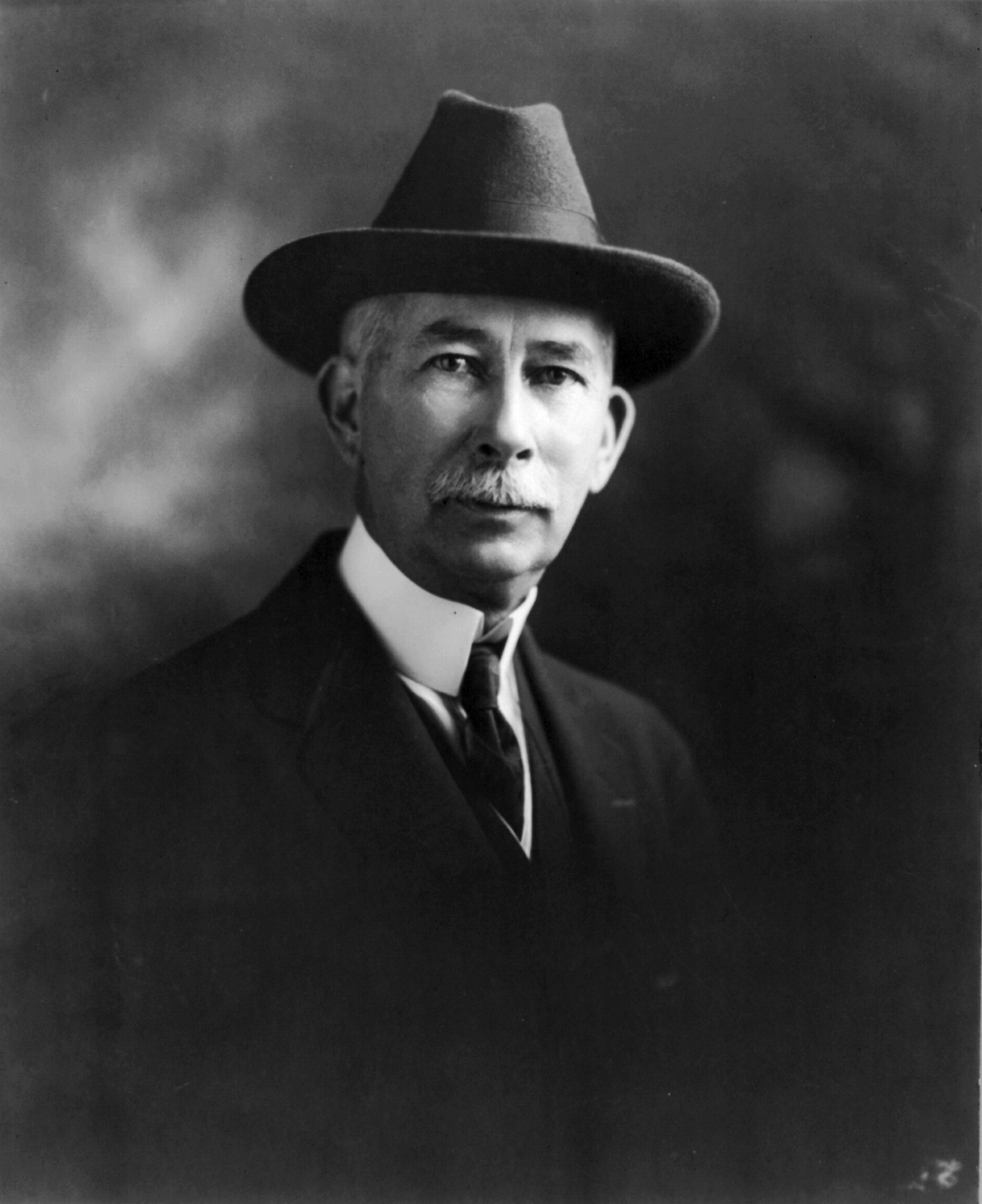
エドワード・M・ハウス（1920年）

## パリ講和会議

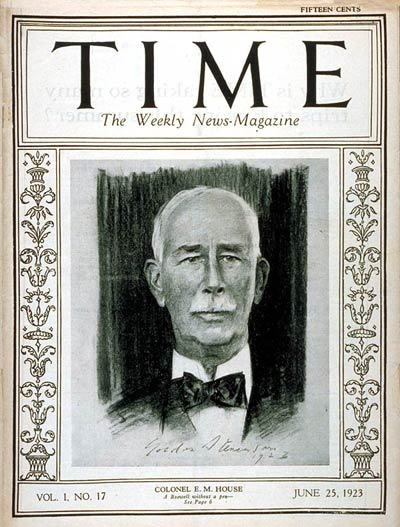
『タイム』誌の1923年1月25日号の表紙

ハウスは、ウィルソンの「十四か条の平和原則」の作成に協力し、ヴェルサイユ条約や国際連盟規約の起草にも大統領と共に取り組んだ。ハウスは、イギリスのアルフレッド・ミルナー、ロバート・セシル、フランスのアンリ・シモン、日本の珍田捨巳、イタリアのグリエルモ・マルコーニ、アドバイザーのジョージ・ルイス・ビールらとともに、国際連盟の委任統治委員会に参加した。1919年5月30日、ハウスはパリでの会議に参加し、外交問題評議会(CFR)設立の基礎を築いた。1919年を通して、ハウスはウィルソンに対し、ヴェルサイユ条約の批准に向けてヘンリー・カボット・ロッジ上院議員と協力するよう求めたが、ウィルソンはロッジをはじめとする共和党幹部との協力を拒否した。
この会議で、ウィルソンとハウスの間の政策と性格の深刻な不一致が明らかになった。ウィルソンは寛容さを失い、親しい顧問を次々に解任していった。また、ハウスの義理の息子であるゴードン・オーキンクロスが、アメリカの平和委員会でウィルソンを蔑視する発言をしていたことが判明し、オーキンクロスを解任した。
ウィルソンがアメリカに戻っている間の1919年2月、ハウスは十人委員会に参加し、ウィルソンは受け入れないであろう妥協案を交渉した。翌月、パリに戻ったウィルソンは、ハウスの交渉が自由すぎると判断して、彼を交渉の場から外した。その年の暮れにアメリカに戻って以降、ハウスとウィルソンは二度と会ったり話したりすることはなかった。
1920年代、ハウスは国際連盟と常設国際司法裁判所へのアメリカの加盟を強く支持していた。
1932年の大統領選挙ではフランクリン・D・ルーズベルトを支持したが、ウィルソンのときのようにその側近になることはなかった。ルーズベルトが大統領に就任した後、ハウスはニューディール政策に幻滅したが、それを大々的に公表することはなかった。ハウスはルーズベルト政権の初代駐独大使であるウィリアム・E・ドッドの親友であり、ホワイトハウスや国務省とドッドとの仲介役を務めたこともあった。

## 執筆活動
1912年、ハウスは『行政官フィリップ・ドゥルー』(Philip Dru: Administrator)という小説を発表した。この小説は、当初は匿名で出版されたため作者不明であったが、共和党のローレンス・シャーマン上院議員の議会での演説により、作者がハウスであることが明らかになった。
この小説は、主人公のフィリップ・ドゥルーが民主主義的なアメリカ西部を率い、金権政治にまみれたアメリカ東部との内戦に勝利してアメリカの独裁者となり、進歩党の綱領に似た一連の改革を行った後に表舞台から姿を消すという内容である。
この小説は、ハウスの活動で評価されてきた以上の影響力を持っていた。歴史学者のマクスウェル・ブルームフィールドは、ウィルソン大統領の秘書が書いた「ドゥルー」という人物の影響力を指摘している。ウィルソン政権の内務長官のフランクリン・ナイト・レーンは、日記の中で次のように書き、ウィルソンの統治スタイルがこの小説に書かれている内容に似ていると指摘している。
カーネル・ハウスの著書『フィリップ・ドゥルー』はそれに好意的で、その本に書かれている「あるべき姿」は、女性の参政権も含めて、ゆっくりと実現していく。（ウィルソン）大統領は最後にはフィリップ・ドゥルーにたどり着くのだ。それなのに、ハウスには力がないと言われる....。

## 死と遺産

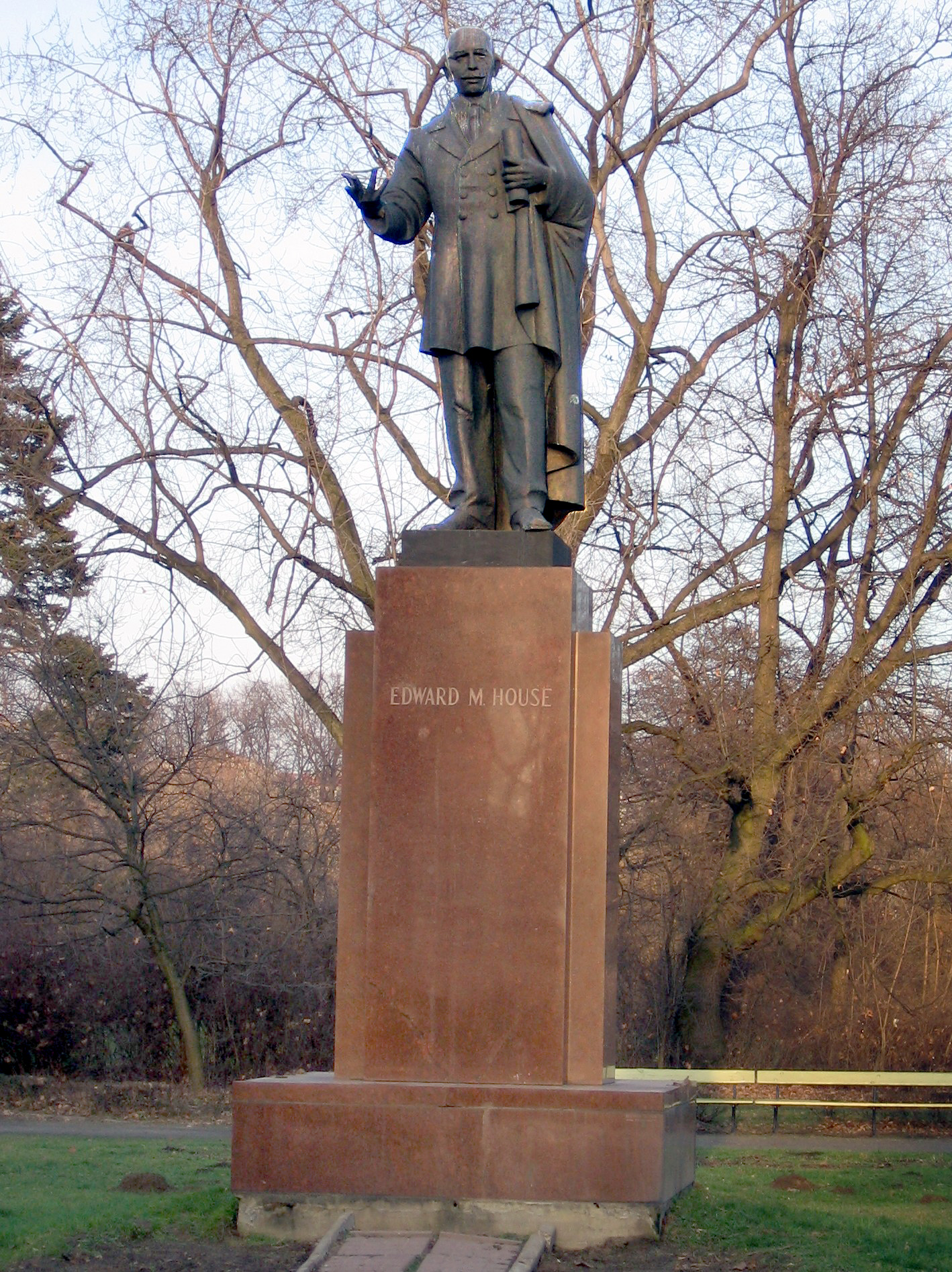
ワルシャワにあるハウスの像

ハウスは1938年3月28日、胸膜炎の発作により、ニューヨーク市マンハッタンで亡くなった。
ハウスの遺体はヒューストンのグレンウッド墓地に埋葬された。死後、大統領フランクリン・D・ルーズベルト、国務長官コーデル・ハル、ニューヨーク市長フィオレロ・ラガーディア、ニューヨーク州知事アル・スミス、カナダ首相ウィリアム・ライアン・マッケンジー・キング、イギリス首相デビッド・ロイド・ジョージ、イギリスの外交官ウィリアム・ティレル、ロバート・セシルなど、国内外の政治家、外交官が、ハウスへの賞賛と哀悼の意を表した。
テキサス州オースティンでかつてハウスが所有していた馬の放牧地に建てられたフットボール場は、ハウス・パークと名付けられている。テキサス州ナバロ郡の中北部にある小さな農村、エムハウスは、この地域で運営していた鉄道会社の社長であるハウスにちなんで、ライフォードから改名された。
ポーランド・ワルシャワのスカリシェフ公園には、1932年に初代首相イグナツィ・パデレフスキの寄付により作られたハウスの銅像が設置されている。ハウスは、第一次世界大戦後にポーランドの独立を唱え、それが「十四か条の平和原則」に盛り込まれ、ポーランドの国家再興につながったことから、ポーランドでは英雄視されている。
第二次世界大戦中には、ハウスの名前を冠したリバティ船「エドワード・M・ハウス」が建造された。

## 大衆文化において
1944年に制作されたダリル・F・ザナック監督によるウッドロウ・ウィルソンの伝記映画『ウィルソン』では、チャールズ・ハルトンがハウスの役を演じている。

## 著作物
- Edward Mandell House and Charles Seymour（英語版） What Really Happened at Paris: The Story of the Peace Conference, 1918–1919. New York: Charles Scribners' Sons, 1921.
- Charles Seymour (ed.), The Intimate Papers of Colonel House. In 4 volumes. Boston: Houghton Mifflin Co., 1928.
- Edward Mandell House. Philip Dru: Administrator: A Story of Tomorrow, 1920-1935. New York: B.W. Huebsch, 1912